# UNISON SQUARE GARDENの機材車ラジオ
『UNISON SQUARE GARDENの機材車ラジオ』（ユニゾンスクエアガーデンのきざいしゃラジオ）は、JFN系列で放送されていた音楽番組かつバラエティ番組である。パーソナリティーはUNISON SQUARE GARDEN（斎藤宏介、田淵智也、鈴木貴雄）。

## 概要
SNSなどを全くやらない3人の素顔が見られ、メッセージの発信の場となる番組を目指す。同バンドにとって初の冠番組。
2018年10月1日より、エフエム福島（ふくしまFM）を皮切りに全国16局ネットで放送を開始。
同年11月にはエフエム沖縄（FM沖縄）でも放送開始となり、翌2019年4月には21局ネットになった。
2021年9月の第5週に放送された最終回をもって、3年続いた番組は終了した。

## コーナー
斎藤宏介のcheck it show time!
斎藤がリスナーが抱えている不平不満をシャウトするコーナー。
田淵さん、このメッセージで"ゲリラ"流してもいいですか？
リスナーのメッセージを受けて、田淵が坂井真紀の楽曲「ゲリラ〜Get it up〜」を流すか判断するコーナー。
鈴木貴雄のおススメYouTube紹介します
鈴木がYouTubeに投稿された自身のおススメの動画を紹介するコーナー。
世界名作擬音劇場→世界名作セリフ劇場
前身番組「R&R Band Wagon」のコーナーを受け継いだコーナー。第10回放送からセリフ劇場にリニューアル。
機材車ラジオのコント
不定期的に行われるコーナー。時々アドリブが入ってしまうことがある。
MVオーディオコメンタリー
YouTubeにアップされているUNISON SQUARE GARDENのMVをメンバーとリスナーが同時に再生。リアルタイムで撮影秘話・そのシーンに隠された制作意図などを語るコーナー。

## ネット局
全局、「radiko」・「radiko.jpプレミアム」で聴取可能。放送時間の早い順から記載。
このほか、AuDee、ドコデモFMでも聴取可能。

### 現在
| 放送対象地域   | 放送局名                                    | 放送時間               | 放送開始        | 備考   |
| -------------- | ------------------------------------------- | ---------------------- | --------------- | ------ |
| 福島県         | エフエム福島（ふくしまFM）                  | 毎週月曜 20:00 - 20:30 | 2018年10月1日 - |        |
| 山口県         | エフエム山口（FMY）                         | 毎週月曜 20:30 - 21:00 | 2020年4月5日 -  | [ 8 ]  |
| 山形県         | エフエム山形（Rhythm Station）              | 毎週火曜 20:00 - 20:30 | 2019年4月1日 -  | [ 9 ]  |
| 宮崎県         | エフエム宮崎（JOY FM）                      | 毎週火曜 21:00 - 21:30 | 2019年4月2日 -  |        |
| 岩手県         | エフエム岩手（FM IWATE）                    | 毎週水曜 19:25 - 19:55 | 2019年7月3日 -  |        |
| 愛知県         | エフエム愛知（FM AICHI）                    | 毎週水曜 20:00 - 20:30 | 2018年10月5日 - | [ 10 ] |
| 滋賀県         | エフエム滋賀（e-radio）                     | 毎週水曜 20:00 - 20:30 | 2019年10月2日 - | [ 11 ] |
| 宮城県         | エフエム仙台（Date fm）                     | 毎週水曜 21:00 - 21:30 | 2018年10月1日 - | [ 12 ] |
| 三重県         | 三重エフエム放送（レディオキューブ FM三重） | 毎週木曜 20:00 - 20:30 | 2020年7月2日 -  |        |
| 群馬県         | エフエム群馬（FM GUNMA）                    | 毎週木曜 20:30 - 20:55 | 2018年10月4日 - |        |
| 高知県         | エフエム高知（Hi-Six）                      | 毎週木曜 21:00 - 21:30 | 2018年10月6日 - | [ 13 ] |
| 新潟県         | エフエムラジオ新潟（FM-NIIGATA）            | 毎週木曜 21:30 - 21:55 | 2018年10月4日 - | [ 14 ] |
| 兵庫県         | 兵庫エフエム放送（Kiss FM KOBE）            | 毎週木曜 21:30 - 21:55 | 2018年10月7日 - | [ 15 ] |
| 富山県         | 富山エフエム放送（FMとやま）                | 毎週木曜 21:30 - 22:00 | 2019年4月7日 -  | [ 16 ] |
| 大分県         | エフエム大分（Air-Radio FM88）              | 毎週金曜 16:30 - 16:55 | 2018年10月5日 - |        |
| 熊本県         | エフエム熊本（FMK）                         | 毎週金曜 19:30 - 19:55 | 2019年11月1日 - |        |
| 栃木県         | エフエム栃木（RADIO BERRY）                 | 毎週金曜 19:30 - 19:55 | 2020年5月1日 -  |        |
| 青森県         | エフエム青森（AFB）                         | 毎週金曜 20:00 - 20:30 | 2018年10月5日 - |        |
| 岡山県         | 岡山エフエム放送（FM OKAYAMA）              | 毎週金曜 20:30 - 20:55 | 2018年10月5日 - |        |
| 福井県         | 福井エフエム放送（FM FUKUI）                | 毎週土曜 19:00 - 19:30 | 2018年10月6日 - |        |
| 島根県・鳥取県 | エフエム山陰（V-air）                       | 毎週土曜 19:00 - 19:30 | 2018年10月5日 - | [ 17 ] |
| 岐阜県         | エフエム岐阜（FM GIFU）                     | 毎週土曜 20:00 - 20:30 | 2018年10月6日 - |        |
| 長野県         | 長野エフエム放送（FM長野）                  | 毎週土曜 20:30 - 20:55 | 2020年4月4日 -  |        |
| 徳島県         | エフエム徳島（FM TOKUSHIMA）                | 毎週土曜 27:30 - 28:00 | 2019年4月4日 -  | [ 18 ] |

### 過去
| 放送対象地域 | 放送局名                    | 放送時間               | 放送期間                                             | 備考   |
| ------------ | --------------------------- | ---------------------- | ---------------------------------------------------- | ------ |
| 沖縄県       | エフエム沖縄（FM沖縄）      | 毎週火曜 21:25 - 21:55 | 2018年11月20日 - 2021年3月30日                       | [ 19 ] |
| 広島県       | 広島エフエム放送（HFM）     | 毎週水曜 16:00 - 16:30 | 2018年10月7日 - 2021年3月31日                        | [ 20 ] |
| 長崎県       | エフエム長崎（FM Nagasaki） | 毎週水曜 21:30 - 21:55 | 2018年10月6日 - 2021年3月31日                        | [ 21 ] |
| 鹿児島県     | エフエム鹿児島（μFM）       | 毎週金曜 20:00 - 20:30 | 2019年7月5日 - 2020年3月27日                         |        |
| 大阪府       | エフエム大阪（FM大阪）      | 毎週金曜 21:30 - 21:55 | 2018年10月3日 - 2020年3月26日 2020年6月5日 - 9月26日 | [ 22 ] |